# Fram2
Fram2 — частная пилотируемая космическая миссия американского космического корабля Crew Dragon Resilience компании SpaceX, спонсором и руководителем которой являлся криптопредприниматель Ван Чунь. Корабль доставил четырёх членов экипажа на полярную орбиту. Запуск планировалось провести в конце 2024 года, но потом он был перенесен на весну 2025 года. Первый в истории полёт с экипажем по полярной орбите Земли.
4 апреля экипаж миссии Fram2 успешно вернулся на Землю — корабль Crew Dragon с астронавтами впервые приводнился в Тихом океане у берегов Оушенсайда, до этого посадки с людьми компания SpaceX осуществляла у побережья Флориды.

## Экипаж
Члены экипажа объявлены в августе 2024.
| Астронавт            | Должность         | № полёта |
| -------------------- | ----------------- | -------- |
| / Ван Чунь           | Командир миссии   | 1        |
| / Миккельсен, Яннике | Командир корабля  | 1        |
| Филипс, Эрик         | Пилот корабля     | 1        |
| Рабеа Рогге          | Специалист миссии | 1        |

Рабеа Рогге стала первой немецкой женщиной совершивший полёт в космос. Кроме того, впервые на американском космическом корабле все астронавты не были гражданами США.

## Орбита
Миссия вышла на низкую околоземную орбиту с апогеем 413 км и перигеем 202 км с полярным ретроградным наклонением 90,01°, что позволило ей пролететь над обоими полюсами Земли. Был побит предыдущий рекорд по самому высокому наклонению орбиты в пилотируемом космическом полёте, установленный советской миссией «Восток-6» в 1963 году.

## Научные задачи
В научные задачи миссии входило наблюдение и изучение явлений, похожие на полярное сияние, такие как Стивы. Проведение экспериментов на человеческом теле, включая первое рентгеновское исследование человека в космосе. Экипаж также пытался выращивать вёшенки, ставшие первыми съедобными грибами, выращенными в космосе. Передача телевизионных изображений с медленной разверткой по любительскому радио, ориентированных на образовательные группы, соревнующиеся в мероприятии под названием Fram2Ham.